# Marien-Ritter

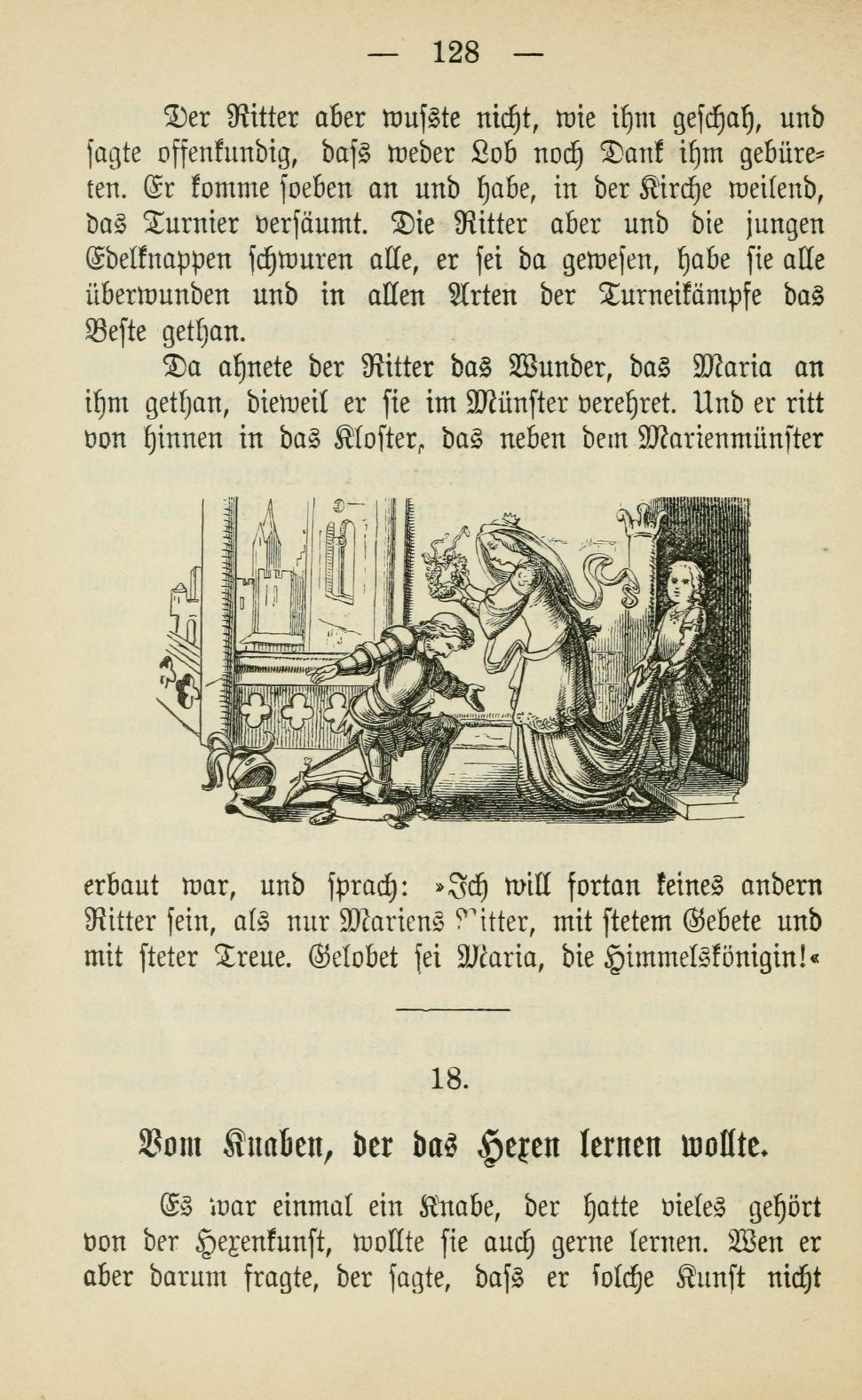
Illustration, 1890

Marien-Ritter ist ein Märchen. Es steht in Ludwig Bechsteins Neues deutsches Märchenbuch an Stelle 20 und stammt aus Friedrich Heinrich von der Hagens Gesamtabenteuer, Bd. 3, Nr. 74.

## Inhalt
Ein Ritter dient der heiligen Maria. Als er einmal zu einem Turnier reitet, hält er an einer Marienkirche und vergisst die Zeit über dem Gottesdienst. Da ist das Turnier fast vorbei, doch alle verehren ihn als den Sieger. Da ahnt er Marias Wunder und geht ins Kloster.

## Herkunft
Das Legendenmärchen stammt aus Friedrich Heinrich von der Hagens Gesamtabenteuer, Bd. 3, Nr. 74. Dieser stellt dem Gedicht eine Inhaltsangabe vor. Der Inhalt ist gleich.
Vgl. bei Bechstein Der fromme Ritter.